# Rafa Figueiredo
Rafael Figueiredo (Nova Iguaçu, RJ, 12 de agosto 1989), mais conhecido como Rafa Figueiredo ou Defeito de Fábrica, é um cartunista, quadrinista, roteirista, psicólogo e artista visual brasileiro. 

## Carreira
Durante a pandemia de Covid-19, Rafa Figueiredo criou o projeto Defeito de Fábrica (6 de junho 2020), um site e página de Instagram, onde passou a publicar suas tiras e quadrinhos em formato digital. No mesmo ano criou a Revista XPTO, com a primeira edição publicada no dia 25 de dezembro. A revista XPTO reúne diversos quadrinistas em uma mesma publicação e é lançada trimestralmente. 
Em 2021 e 2022 seu projeto "Defeito de Fábrica" foi indicado ao Troféu HQ MIX  nas categorias melhor web tira e melhor publicação independente.
Em 2022 concorreu na categoria melhor web quadrinho no 37.º Prêmio Angelo Agostini.
Em agosto de 2023 fez sua primeira exposição solo pela 9ª Arte Galeria em São Paulo. 

## Personagens e tiras recorrentes
Personagens e tiras com continuidade:
- Bixin da Foresta (mascote do Defeito de Fábrica, 2020)
- Astronáutico solitário (2020)
- Pombo Pirata (2020)
- The Fantasminhas (2020)
- O Homem (2020)
- Marcelo a cobra amante (2020)
- Pequenos Fragmentos do meu dia (2020)
- Balcão da tristeza infinita (2020)
- Otávio Guru (2021)
- Grandes Humanos da Humanidade (2021)
- O maluco da pocinha (2021)
- Rômulo McRonald (2022)
- Animais errados (2022)
- Novos Ditados (2023)
- Johnny's Falsificadora (2023)
- Marginália (2023)